# تمو کاساراشویلی
تمو کاساراشویلی (روسی: Темо (Тимур) Михайлович Казарашвили؛ زاده ۱۹۵۹) کشتی‌گیر فرنگی گرجی‌تبار اهل اتحاد جماهیر شوروی بود.
وی همچنین برندهٔ جوایزی همچون قهرمان ورزشی اتحاد شوروی شده‌است.
وی در مسابقات کشوری و بین‌المللی در مجموع برندهٔ ۱ مدال طلا، ۱ مدال برنز شده‌است.